# Jackie Jackson (album)
Jackie Jackson è l'album d'esordio come solista del cantautore statunitense Jackie Jackson, il più anziano dei membri del gruppo musicale The Jackson5/The Jacksons, pubblicato il 14 ottobre 1973.

## Descrizione
Il disco fu arrangiato da Eddy Manson, Gene Page e The Corporation e pubblicato dalla Motown Records, con la quale i Jackson 5 all'epoca avevano un contratto. Gli altri membri dei Jackson 5 fornirono le voci dei cori nei brani Didn't I (Blow Your Mind This Time) e Do I Owe.
A causa di una scarsa promozione non riuscì ad entrare nelle classifiche, ma il brano Love Don't Want to Leave, nel corso del tempo, fu inserito in varie raccolte dei Jackson 5, tra cui Anthology 76, Anthology 86 e Soulsation!.
La canzone Is It Him or Me fu inoltre campionata dal cantante Nas nel suo brano War, contenuto nel suo album Street's Disciple.

## Tracce
1. Love Don't Want to Leave – 3:05
2. It's So Easy – 2:51 (The Corporation)
3. Thanks to You – 3:00 (Bea Verdi/Christine Yarian)
4. You're the Only One – 2:55 (The Corporation)
5. Didn't I (Blow Your Mind This Time) – 3:12 (Thom Bell/William Hart)
6. Do I Owe – 3:18 (The Corporation/Christine Yarian)
7. Is It Him or Me – 4:20 (The Corporation/Christine Yarian)
8. In My Dreams – 3:00 (The Corporation/Christine Yarian)
9. One and the Same – 2:51 (The Corporation/Christine Yarian)
10. Bad Girl – 4:07 (Berry Gordy/William Robinson)